# Keskimmäinen Aittajärvi
Keskimmäinen Aittajärvi är en sjö i kommunen Enare i landskapet Lappland i Finland. Sjön ligger 164 meter över havet. Arean är 57 hektar och strandlinjen är 8,02 kilometer lång. Sjön  ingår i Pasvik älvs huvudavrinningsområde.   Den ligger omkring 350 kilometer norr om Rovaniemi och omkring 1000 kilometer norr om Helsingfors. 
Keskimmäinen Aittajärvi ligger vid Ylimmäinen Aittajärvi.